# Hieracium caesiopellitum
Hieracium caesiopellitum là một loài thực vật có hoa trong họ Cúc. Loài này được Johansson mô tả khoa học đầu tiên năm 1907.